# Daxue Shan (Yunnan)
Daxue Shan (chinesisch 大雪山, Pinyin Dàxuě Shān) bzw. Da Xueshan (Dà Xuěshān; „Großes Schneegebirge“) ist ein Gebirge in der Provinz Yunnan im Südwesten Chinas. 
Es liegt im Nordosten des Kreises Lancang am Westufer des Lancang Jiang (Mekong) östlich des Wuliang Shan. Sein höchster Gipfel ist 3249 m hoch.